# Stazione di Karow (Meckl)
La stazione di Karow (Meckl) è una stazione ferroviaria posta all'incrocio delle linee Meyenburg-Güstrow e Parchim-Neubrandenburg, e in passato punto terminale della linea da Wismar. Serve il paese di Karow.